# لمياء شكور
لمياء شكور (مواليد 1962 في حمص) مهندسة معمارية وسياسية ودبلوماسية سورية شغلت منصب وزيرة الإدارة المحلية والبيئة في حكومة حسين عرنوس الثانية من 13 كانون الأول 2023 حتى 23 أيلول 2024. شغلت سابقاً منصب المندوب الدائم لسوريا لدى اليونسكو وسفيرة سوريا لدى فرنسا.
وهي ابنة يوسف شكور رئيس أركان الجيش العربي السوري خلال حرب أكتوبر 1973.

## مناصب تسلمتها

### سفيرة سوريا لدى فرنسا
عُينت لمياء سفيرة سوريا في فرنسا في أغسطس 2008 وقدمت أوراق اعتمادها في يناير 2009.
في يونيو 2011، وبعد قيام الاحتجاجات في سوريا، نشرت فرانس 24 خبراً قالت فيه أن لمياء استقالت من منصبها احتجاجاً على قمع الحكومة السورية للاحتجاجات. استندت في ذلك إلى امرأة قالت أنها لمياء في بريد إلكتروني جاء من بريد السفارة السورية ومن ثم تم ترتيب اتصال مع رقم هاتف للقسم الإعلامي للسفارة. وفي الاتصال أعلنت لمياء أنها ستستقيل. نقلت الخبر أيضاً وكالة رويترز الإعلامية
بعدها ظهرت لمياء على التلفزيون السوري ونفت نبأ استقالتها واعتبرت أن خبر استقالتها الذي ورد على بعض الفضائيات هو جزء من حملة مغرضة تتعرض لها سورية. قالت قناة فرانس 24 رداً على ذلك، بأنها لا تستعبد التلاعب ولا الاستفزاز.
في 29 مايو 2012، بعد مجزرة الحولة، أعلنت الحكومة الفرنسية عن إقالة لمياء وأنها شخصية غير مرغوب فيها في البلاد.

### سفيرة سوريا لدىاليونسكو
ظلت لمياء في باريس بحكم منصبها كسفيرة سوريا الدائمة في اليونسكو.

### وزيرة الإدارة المحلية والبيئة
في 13 ديسمبر 2023، أصدر بشار الأسد مرسوم يقضي بتعيين لمياء وزيرةً للإدارة المحلية والبيئة. وهي أول امرأة في هذا المنصب.